# Ainbcellach
Ainbcellach (auch: Ainbcellach mac Ferchar; † 698) war in den Jahren 697 bis 698 König von Dalriada.
Ainbcellach war der Sohn des früheren Königs Ferchar II. und der Bruder von Selbach mac Ferchar. Er folgte 697 auf den nur kurze Zeit regierenden Eochaid II. und starb selbst bereits im nächsten Jahr. Sein Nachfolger wurde Fiannamail.